# Autovía Pontevedra-Lugo
La  A-??  o Autovía Pontevedra-Lugo es una futura autovía española. Está situada en el corredor occidental central de Galicia, que recorre desde Pontevedra, desde la autovía A-57 hasta la bifurcación de las dos autovías A-54 y A-56, en Guntín, provincia de Lugo, pasando por Cerdedo y Lalín. Es una nueva alternativa de los pasos de la autopista de peaje AP-9 desde Pontevedra hasta Santiago de Compostela y recorre por la autovía A-54 entre Santiago de Compostela y Lugo.
En la actualidad, se añade en el nuevo plan PITVI (2012-2024) como nuevo estudio informativo.

## Recorrido
La futura autovía empezará en la futura circunvalación Este de Pontevedra (autovía A-57) pasa por Cerdedo y Lalín. En Lalín, hay un recorrido de la carretera N-640 por el paralelo llegará hasta Guntín y de allí se encuentra a hacer una gran bifurcación de las dos autovías A-54 y A-56.

## Tramos
| Denominación | Tramo                          | Kilómetros | Estado (2024)                           |
| ------------ | ------------------------------ | ---------- | --------------------------------------- |
|              | Pontevedra A-57 - Cerdedo      | -          | Pendiente del nuevo estudio informativo |
|              | Cerdedo - Lalín AP-53          | -          | Pendiente del nuevo estudio informativo |
|              | Lalín AP-53 - Guntín A-54 A-56 | -          | Pendiente del nuevo estudio informativo |

- Datos: Q5712920